# Jean-Jacques Hublin
Jean-Jacques Hublin, né le 30 novembre 1953 à Mostaganem (Algérie française), est un paléoanthropologue français. Il est professeur au Collège de France depuis 2021 et membre de l'Académie des sciences depuis 2023. De 2004 à 2021, il a été directeur du département « Évolution de l'homme » de l'Institut Max-Planck d'anthropologie évolutionniste, à Leipzig, en Allemagne, où ildirigeait une équipe d'une quinzaine de chercheurs.  
Jean-Jacques Hublin est surtout connu pour ses découvertes, entre 2007 et 2016, de fossiles d'Homo sapiens au Djebel Irhroud, au Maroc, qui sont à ce jour les plus anciens connus et datés d'environ 300 000 ans. Il se fait connaître du grand public par la publication d'ouvrages sur ce sujet à partir de 2017.

## Biographie

### Jeunesse
Jean-Jacques André Hublin est né le 30 novembre 1953 à Mostaganem, en Algérie française, où il passe une grande partie de son enfance. Sa famille quitte le pays à la fin de la guerre d'indépendance en 1961. Son adolescence se passe en banlieue nord de Paris.

### Formation
Jean-Jacques Hublin suit des études de géologie et de paléontologie à l'université Pierre-et-Marie-Curie de Paris, où il reçoit son doctorat en 1978 sous la supervision du professeur Bernard Vandermeersch. C'est aussi dans cette université que le professeur Jean Piveteau lui confie en 1980, une petite mandibule à étudier, Irhoud 3, issue d'un site minier marocain, le site de Djebel Irhoud, situé entre les villes de Marrakech et de Safi. Cette étude donne lieu à une publication en 1981. 

### Début de carrière
Le parcours de Jean-Jacques Hublin associe ensuite la recherche et l'enseignement. Il est successivement attaché de recherche en 1981, chargé de recherche en 1985, puis directeur de recherche en 1993 au CNRS. Il obtient son doctorat d’État (habilitation à diriger des recherches, HDR) en paléoanthropologie en 1991 à l'université Bordeaux-I. Il devient ensuite, en 1994, directeur adjoint de l'URA 49 (URA : unité de recherche associée, c'est-à-dire laboratoire de recherche scientifique associé au CNRS) au centre de recherche anthropologique du Musée de l'Homme, à Paris. Marié en décembre 1998, il est nommé en 1999, professeur à l’université Bordeaux-I.
Il enseigne également à l'étranger : à l’université de Californie, à Berkeley en 1992, à l’université Harvard en 1997 et à l’université Stanford de 1999 à 2011. Depuis 2010, il dispense régulièrement des cours à l’université de Leyde (Pays-Bas), et depuis peu à l'université de Leipzig (Allemagne).

### Recherches de terrain
Jean-Jacques Hublin mène régulièrement des recherches sur le terrain, sur Homo sapiens en Europe et en Afrique du Nord, et sur les Néandertaliens en Europe. Il supervise notamment les dernières fouilles de la grotte de Bacho Kiro, en Bulgarie, où, avec son équipe, il met en évidence en 2020, les plus anciens fossiles d'Homo sapiens connus à ce jour en Europe, accompagnés d'une industrie lithique dite du Paléolithique supérieur initial, et datés d'environ 45 000 ans.

### Institut Max-Planck
Jean-Jacques Hublin est de 2004 jusqu'à 2022 directeur du département « Évolution de l'Homme » à l’Institut Max-Planck d'anthropologie évolutionniste, à Leipzig, en Allemagne. Il crée lui-même, en 2004, ce département de recherche, qui est doté de moyens significatifs. Il pilote une quinzaine de chercheurs de toutes nationalités qui mènent des recherches dans les domaines les plus divers de la paléoanthropologie,.

### Collège de France

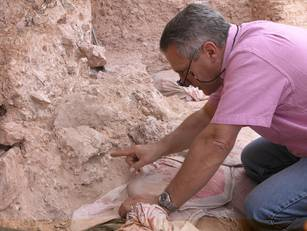
Jean-Jacques Hublin sur le site de Djebel Irhoud (Maroc), pointant son index vers Irhoud 10, éléments de crâne humain découverts in situ.

Depuis 2014, Jean-Jacques Hublin est professeur invité au Collège de France sur la chaire internationale. Il devient titulaire de la chaire Paléoanthropologie en 2021 et inaugure cette chaire le 13 janvier 2022 par une leçon intitulée « Homo sapiens, une espèce invasive ».
Il a animé onze cycles annuels de conférences thématiques :
- 2014 : La première sortie d'Afrique ;
- 2015 : Néandertals et Dénisoviens ;
- 2016 : Homo sapiens, l'espèce orpheline ;
- 2017 : Traits de vie et contraintes énergétiques au cours de l'évolution humaine ;
- 2018 : L'Homme prédateur ;
- 2019 : Paléoanthropologie de l'Asie ;
- 2020 : Avant les hommes ;
- 2021 : Spéciation et extinction chez les hominines ;
- 2022 : Reproduction et démographie chez les hominines ;
- 2023 : Chimie des fossiles ;
- 2024 : La mort dans la préhistoire.

## Travaux scientifiques

### Djebel Irhoud
Avec un ancien collègue du laboratoire d’anthropologie de Bordeaux, Abdelouahed Ben-Ncer, devenu professeur à l’Institut national des sciences de l'archéologie et du patrimoine (INSAP) à Rabat, il relance à partir de 2004 des fouilles sur le site préhistorique de Djebel Irhoud, au Maroc, découvert en 1960. Ces recherches permettent de mettre au jour de 2007 à 2016, 16 ossements fossiles supplémentaires attribués à Homo sapiens (Irhoud 7 à 22), correspondant à au moins cinq individus distincts. Les résultats de cette campagne de fouilles sont publiés en 2017 avec une datation d’environ 300 000 ans. Cette découverte modifie profondément les hypothèses sur l'émergence de notre espèce, Homo sapiens,.
En 2020, un documentaire d'Olivier Julien (Bellota Films), diffusé sur Arte, retrace les différentes étapes de cette longue campagne de fouilles.

### Mandibule de Xiahe
L’équipe de Jean-Jacques Hublin, est la première, en 2019, à pouvoir analyser des protéines extraites d’une molaire d'une mandibule découverte en 2010 dans une grotte du plateau tibétain, en Chine. L'analyse ADN permet de l'attribuer à l'Homme de Denisova. C'est une autre équipe du même institut Max-Planck qui avait pour la première fois, en 2010, prouvé l'existence de l'Homme de Denisova en Sibérie, contemporain de Néandertal et Sapiens.  
Ces résultats, mettant en évidence l'existence de Dénisoviens ailleurs en Asie apportent un élément de plus à la théorie d'hybridation entre ceux-ci et les Homo sapiens ayant colonisés l'Asie. Ainsi, les Tibétains actuels ont en commun avec l’Homme de Denisova une version particulière du gène EPAS1, caractérisé par une grande concentration d’oxygène dans le sang quand celui-ci se raréfie dans l’air, ce qui permet une meilleure adaptation à la vie en altitude.

### Théories

#### Émergence d'Homo sapiens
Jean-Jacques Hublin estime qu'Homo sapiens ne descend probablement pas d'Homo rhodesiensis, équivalent africain d'Homo heidelbergensis, et que les fossiles représentatifs de son ascendance proche en Afrique restent encore à découvrir. La théorie inverse présente les fossiles africains de la première moitié du Pléistocène moyen, longtemps appelés Homo sapiens archaïques, comme les ancêtres probables d'Homo sapiens.
Il met en avant depuis 2017 la théorie d'une émergence panafricaine des humains modernes, qui ne serait pas limitée à un groupe humain précis, ni localisée dans une région particulière d'Afrique, mais qui serait issue d'un chemin évolutif ayant associé depuis au moins 300 000 ans l'ensemble des populations du continent africain. Cette vision est celle d'une origine multirégionale de l'Homme moderne limitée au continent africain.
Parmi les avantages compétitifs ayant assuré le succès d'Homo sapiens face aux autres espèces humaines du Pléistocène supérieur, Jean-Jacques Hublin met en avant ses capacités cognitives plus avancées en matière de relations sociales, qui auraient permis de constituer des groupes plus nombreux et plus solidaires[réf. nécessaire].

#### Néandertaliens et Dénisoviens
Jean-Jacques Hublin estime que le Châtelperronien, industrie lithique associée aux derniers Néandertaliens présents en France et en Espagne, serait le résultat d'une acculturation de l'Homme de Néandertal au contact des premiers Sapiens arrivés en Europe.
Jean-Jacques Hublin est l'un des promoteurs de l'idée que bon nombre de fossiles humains trouvés en Chine et datés de la deuxième moitié du Pléistocène moyen sont probablement des Dénisoviens, alors qu'ils ont longtemps été considérés comme des Homo erectus tardifs ou comme des Homo sapiens archaïques. Dans cette hypothèse, Homo erectus aurait disparu de Chine bien avant de disparaitre d'Indonésie.

## Associations professionnelles
Jean-Jacques Hublin est devenu le premier président de la Société européenne pour l’étude de l’évolution humaine (ESHE), qu'il a cofondée en 2011.

## Décorations
- Chevalier de la Légion d'honneur (1er janvier 2019)[17] ;
- Commandeur de l'ordre du Mérite intellectuel (Maroc, 2017)[18],[19].

## Prix
- Prix Balzan 2023[20].

## Publications

### Ouvrages
- [Hublin & Cohen 1989] Jean-Jacques Hublin et Claudine Cohen, Boucher de Perthes, les origines romantiques de la Préhistoire, Paris, Belin, 1989
- [Hublin & Seytre 2008] Jean-Jacques Hublin et Bernard Seytre, Quand d'autres hommes peuplaient la Terre : Nouveaux regards sur nos origines, Paris, Editions Flammarion, coll. « Champs Sciences », 9 février 2011 (1re éd. 2008), 268 p. (ISBN 978-2-08-125242-4).
- [Hublin & Richards 2009] (en) Jean-Jacques Hublin et Michael P. Richards, The Evolution of Hominin Diets : Integrating Approaches to the Study of Palaeolithic Subsistence, Dordrecht, Springer, série « Vertebrate paleobiology and paleoanthropology », 2009, 264 p. (résumé, présentation en ligne).
- [Hublin & McPherron 2012] (en) Jean-Jacques Hublin et Shannon P. McPherron, Modern Origins : A North African Perspective, Dordrecht, Springer, série « Vertebrate paleobiology and paleoanthropology », 2012, 244 p. (résumé, présentation en ligne).
- Jean-Jacques Hublin, Biologie de la culture : Paléoanthropologie du genre Homo, Collège de France / Fayard, 31 mai 2017, 72 p. (ISBN 978-2-7226-0667-8, présentation en ligne).
- Jean-Jacques Hublin, Homo sapiens, une espèce invasive, Collège de France / Fayard, 21 septembre 2022, 80 p. (EAN 9782213721972, présentation en ligne).
- Jean-Jacques Hublin, La Tyrannie du cerveau : Un nouveau récit de l'évolution humaine, Robert Laffont, 17 octobre 2024, 320 pages (ISBN 9782221276365, présentation en ligne).

### Contributions
- [Hublin & Tiller 1981] (en) Jean-Jacques Hublin et Anne-Marie Tillier, « The Mousterian juvenile mandible from Irhoud (Morocco) : a phylogenetic interpretation », dans Chris Stringer, Aspects of Human Evolution, Londres, Taylor and Francis, 1981, p. 167–185.

### Articles (sélection)
- [Hublin et al. 1996] (en) Jean-Jacques Hublin, Fred Spoor, M. Braun, F. Zonneveld et Silvana Condemi, « A late Neanderthal associated with upper Paleolithic artifacts », Nature, vol. 381, no 6579,‎ 1996, p. 224–226 (DOI 10.1038/381224a0)
- [Coqueugniot, Hublin, Veillon et al. 2004] (en) H. Coqueugniot, Jean-Jacques Hublin, F. Veillon et al., « Early brain growth in Homo erectus and implications for cognitive ability », Nature, vol. 431, no 7006,‎ 2004, p. 299–302 (DOI 10.1038/nature02852)
- [2015] (en) « The modern human colonization of western Eurasia : when and where ? », Quaternary Science Reviews, vol. 118,‎ 2015, p. 194-210 (DOI 10.1016/j.quascirev.2014.08.011, lire en ligne)
- [2015] (en) « Paleoanthropology : How Old Is the Oldest Human ? », Current Biology, vol. 25, no 11,‎ 2015, p. 453-455 (DOI 10.1016/j.cub.2015.04.009, lire en ligne)
- [Hublin, Neubauer & Guntz 2015] (en) Jean-Jacques Hublin, Simon Neubauer et Philipp Gunz, « Brain ontogeny and life history in Pleistocene hominins », Philosophical transactions of the Royal Society of London. Series B, Biological sciences, vol. 370 (1663),‎ 5 mars 2015 (DOI 10.1098/rstb.2014.0062, lire en ligne)
- [Hublin et al. 2017] (en) Jean-Jacques Hublin, Abdelouahed Ben-Ncer, Shara E. Bailey et al., « New fossils from Jebel Irhoud, Morocco, and the pan-African origin of Homo sapiens », Nature, vol. 546,‎ juin 2017, p. 289-292 (DOI 10.1038/nature22336)
- [Richter, Grün, Hublin et al. 2017] (en) Daniel Richter, Rainer Grün, Jean-Jacques Hublin, Shannon P. McPherron et al., « The age of the hominin fossils from Jebel Irhoud, Morocco, and the origins of the Middle Stone Age », Nature, vol. 546,‎ juin 2017, p. 293-296 (DOI 10.1038/nature22335)
- [Neubauer, Hublin & Guntz 2018] (en) Simon Neubauer, Jean-Jacques Hublin et Philipp Gunz, « The evolution of modern human brain shape », Science Advances, vol. 4, no 1,‎ 24 janvier 2018, p. 1-8 (DOI 10.1126/sciadv.aao5961, lire en ligne)
- [Chen, Welker, Shen et al. 2019] (en) Fahu Chen, Frido Welker, Chuan-Chou Shen et al., « A late Middle Pleistocene Denisovan mandible from the Tibetan Plateau », Nature,‎ 1er mai 2019 (DOI 10.1038/s41586-019-1139-x, lire en ligne)
- [Hublin, Sirakov, Aldeias et al. 2020] (en) Jean-Jacques Hublin, Nikolay Sirakov, Vera Aldeias et al., « Initial Upper Palaeolithic Homo sapiens from Bacho Kiro Cave, Bulgaria », Nature,‎ 11 mai 2020 (lire en ligne)
- [2021] (en) « How old are the oldest Homo sapiens in Far East Asia ? », Proceedings of the National Academy of Sciences (PNAS),‎ 9 mars 2021 (DOI 10.1073/pnas.2101173118, lire en ligne)

#### Bases de données et dictionnaires
- Site officiel
- Ressources relatives à la recherche :   - Archaeology Data Service
  - Collège de France
  - ORCID
  - Persée
- Ressource relative à la littérature :   - Académie française (lauréats)
- Ressource relative à plusieurs domaines :   - Radio France
- Notices d'autorité :   - VIAF
  - ISNI
  - BnF (données)
  - IdRef
  - LCCN
  - GND
  - CiNii
  - Espagne
  - Pays-Bas
  - Israël
  - NUKAT
  - Australie
  - Norvège
  - Croatie
  - Tchéquie
  - Portugal
  - Corée du Sud